# Karimi
Kārimī (in arabo ﻛﺎﺭﻣﻲ‎?) era il nome collettivo con cui s'identificavano, nel periodo ayyubide e mamelucco e fino alla fine del Medioevo, i mercanti musulmani che commerciavano in particolare spezie percorrendo le rotte marine dell'Oceano Indiano.
Assai discussa è l'etimologia del nome che fu per la prima volta usato da al-Qalqashandī. Enno Littmann,  la ricollegava all'ambra gialla (in arabo kārim), assai presente in Egitto, e la sua ipotesi è abbastanza convincente ma non per questo inoppugnabile, anche perché non si può ignorare che alcuni documenti, rinvenuti tra i materiali ammassati nella Geniza del Cairo, fanno riferimento al nome, collegandolo a un'imbarcazione marittima.
Al-Qalqashandī rivela che i Fatimidi avrebbero istituito una forza navale dedicata alla protezione del commercio dei Karimi che incrociavano tra ʿAydhāb e Sawākin e che erano esposti alle scorrerie dei pirati che si nascondevano nelle isole Dahlak, affidandone il comando al governatore di Qūṣ o, in alternativa, a un Emiro, sempre nominato dal Cairo.
Nel 1183, due anni dopo la loro comparsa sotto forma organizzata in Egitto, il nipote di Saladino, al-Muzaffar Taqī al-Dīn ʿUmar, delegato per il Paese dei Faraoni in sostituzione del fratello del Sultano ayyubide, al-ʿĀdil (Safedino), fece edificare sulle sponde del Nilo, a Fusṭāṭ, il Funduq al-Kārim (Magazzino dei Karimi), a dimostrazione della rilevanza dei loro traffici.
Un deciso rafforzamento delle loro attività derivò dal controllo delle vie marittime del mar Rosso da parte di Saladino, che cacciò da quelle acque i Crociati dopo aver sconfitto Rinaldo di Châtillon, mantenendo sgomberi gli itinerari tra la Penisola araba con le due Città Sante del Hijaz, e l'Egitto.
Un periodo fecondo per le attività economiche karimite fu senz'altro quello fatimide,  ma il primo ventennio del Sultanato mamelucco baḥrī rappresentò il momento di maggior fulgore, allorché i Karimi monopolizzarono il traffico di spezie tra Yemen ed Egitto.
Ancora a metà del XIV secolo i Karimi costituivano una presenza economica incisiva. Oltre al volume dei traffici, essi avevano costituito una grande banca internazionale al Cairo, in grado di concedere importanti crediti in Yemen e ancor di più ai Sultani mamelucchi al potere, come quando Barqūq ottenne 1 milione di dirham dai Karimi in vista di una probabile invasione dei Mongoli e della necessità di assoldare truppe da inviare sul teatro di operazioni in Siria. Né va trascurato il fatto che l'esponente karimita Burhān al-Dīn al-Maḥallī contribuì molto generosamente (anche a vantaggio immediato e futuro dei Karimi) alle opere di difesa del porto di Alessandria, attaccato nel 1403 dalle forze crociate.
Le fortune dei Karimi svanirono bruscamente nel XV secolo, coerentemente con la crisi generale che colpì il Sultanato mamelucco e l'intera economia dell'Egitto.